# Archidiecezja gdańska
Archidiecezja Gdańska (łac. Archidioecesis Gedanensis; niem. Erzbistum Danzig) – jedna z 14 archidiecezji obrządku łacińskiego w Kościele katolickim w Polsce. Ustanowiona diecezją 30 grudnia 1925 bullą Universa christifidelium cura przez papieża Piusa XI. Podniesiona do rangi archidiecezji przez Jana Pawła II 25 marca 1992 bullą Totus Tuus Poloniae populus.

## Historia

### Powstanie diecezji gdańskiej[4]
W okresie przedrozbiorowym Gdańsk i okolice były częścią diecezji włocławskiej, a od 1821 na mocy bulli De salute animarum (O zbawieniu dusz) – Piusa VII, tereny te stały się częścią diecezji chełmińskiej. Po I wojnie światowej i utworzeniu Wolnego Miasta Gdańsk – 28 czerwca 1919, kwestia przynależności kościelnej wymagała nowych ustaleń uwzględniających nowe granice polityczne. W efekcie 21 kwietnia 1922 papież Pius XI ustanowił administrację apostolską w Wolnym Mieście Gdańsku. Administracja utworzona była z części diecezji chełmińskiej (tereny na lewym brzegu Wisły) i warmińskiej (Żuławy Wiślane), a jej administratorem został bp Edward O’Rourke – dotychczasowy delegat apostolski na kraje bałtyckie.
| Dotychczasowe parafie diecezji chełmińskiej | Dotychczasowe parafie diecezji warmińskiej |
| --- | --- |
| - św. Mikołaja w Gdańsku (Danzig) - św. Brygidy w Gdańsku - św. Ducha w Gdańsku (kaplica Królewska) - św. Józefa w Gdańsku - św. Franciszka z Asyżu w Emaus - św. Ignacego Loyoli na Oruni (Ohra) - św. Wojciecha w Świętym Wojciechu (St. Albrecht) - św. Jadwigi Śląskiej w Nowym Porcie (Neufahrwasser) - św. Trójcy w Oliwie (Oliva) - NMP Gwiazdy Morza w Sopocie (Zoppot) - św. Jana Chrzciciela w Giemlicach (Gemlitz) - św. Jakuba w Kłodawie (Kladau) - św. Mikołaja w Łęgowie (Langenau) - św. Bartłomieja w Mierzeszynie (Meisterwalde) - Bożego Ciała w Pręgowie (Prangenau) - Wniebowzięcia NMP w Trąbkach Wielkich (Groß Trampken) - św. Piotra i Pawła we Wocławach (Wotzlaff) - św. Franciszka Ksawerego w Przywidzu (Mariensee) | - św. Katarzyny w Borętach (Barendt) - św. Szymona i Judy Apostołów w Gnojewie (Gnojau) - Wniebowzięcia NMP w Kończewicach (Kunzendorf) - św. Andrzeja Apostoła w Lasowicach Wielkich (Groß Lesewitz) - św. Urszuli w Lichnowach (Groß Lichtenau) - św. Piotra i Pawła w Mątowach Wielkich (Groß Montau) - św. Michała Archanioła w Miłoradzu (Mielenz) - św. Mateusza Apostoła w Nowym Stawie (Neuteich) - św. Mikołaja w Pogorzałej Wsi (Wernersdorf) - św. Mikołaja w Cyganku (Tiegenhagen) - św. Elżbiety w Lubieszewie (Ladekopp) - św. Anny w Marynowach (Marienau) - św. Jakuba w Niedźwiedzicy (Bärwalde) - św. Marcina w Nowej Cerkwi (Neukirch) - Przemienienia Pańskiego w Nowym Dworze Gdańskim (Tiegenhof) - św. Jana Chrzciciela w Ostaszewie (Schöneberg) - św. Bartłomieja w Świerkach (Tansee) - Narodzenia NMP w Żuławkach (Fürstenwerder) |

30 grudnia 1925 papież Pius XI wydał bullę Universa christifidelium cura erygującą diecezję gdańską z prawem egzempcji, a jej pierwszym biskupem diecezjalnym został bp Edward O’Rourke – dotychczasowy administrator apostolski.

### Dwudziestolecie międzywojenne
W roku 1934 prezydentem Senatu Wolnego Miasta Gdańska został Arthur Greiser, a wybory samorządowe w powiatach Wolnego Miasta dały zwycięstwo NSDAP, co świadczyło o wzroście tendencji nacjonalistycznych wśród społeczeństwa i wrogiej postawie nazistów wobec Kościoła.
W dniach 10–12 grudnia 1935 odbyły się obrady I Gdańskiego Synodu Diecezjalnego.
12 czerwca 1938 bp Edward O’Rourke popadł w spór z władzami Wolnego Miasta o rozwój polskich sieci parafii katolickich, co doprowadziło go do rezygnacji z funkcji biskupa diecezjalnego. 13 czerwca 1938 papież Pius XI mianował nowym ordynariuszem gdańskim ks. Karola Marię Spletta.

### II wojna światowa
1 września 1939 wybuchła II wojna światowa, podczas której na terenie diecezji, zniszczeń odniosło wiele świątyń i obiektów sakralnych. Po zakończeniu wojny w 1945 i zdobytym przez Armię Czerwoną Gdańsku, nastąpiły masowe wyjazdy Niemców oraz przyjazdy polskich przymusowych wysiedleńców z Kresów Wschodnich i Polski Centralnej. 27 grudnia 1956 do RFN wyjechał również biskup Karol Maria Splett, który został 2 lutego 1946 skazany przez władze Polski Ludowej na 8 lat więzienia oraz konfiskatę mienia i osadzony w Zakładzie Karnym we Wronkach, a następnie internowany w klasztorach: w Borku Starym (od sierpnia 1953) i Dukli (od grudnia 1953 do grudnia 1956).

### Czasy PRL
W dniu 4 września 1945 ks. Andrzej Wronka został ustanowiony administratorem apostolskim diecezji gdańskiej. Pełnił on tę funkcję do 26 stycznia 1951 roku, kiedy to władze komunistyczne zmusiły go do opuszczenia diecezji gdańskiej. 27 stycznia 1951 wikariuszem kapitulnym diecezji gdańskiej został ks. Jan Cymanowski. Pełnił on tę funkcję do 8 grudnia 1956 roku. 29 kwietnia 1951 papież Pius XII mianował ks. Edmunda Nowickiego biskupem koadiutorem sedi datus w Gdańsku, jednak administrację nad diecezją nadal sprawował ks. Cymanowski. 8 grudnia 1956 odwilż w stosunkach Państwo–Kościół pozwoliła na przejęcie administracji w diecezji gdańskiej przez bpa Edmunda Nowickiego. 27 października 1957 bp Nowicki wydał dekret erygujący Biskupie Seminarium Duchowne w Gdańsku Oliwie. 18 stycznia 1959 bp Lech Kaczmarek został sufraganem diecezji gdańskiej.
W dniach 18 sierpnia–23 października 1960 cudowny obraz Matki Boskiej Częstochowskiej nawiedził diecezję gdańską.
5 marca 1964 bp. Karol Maria Splett zmarł w Düsseldorfie.
W roku 1964 bp Edmund Nowicki został ordynariuszem gdańskim i pełnił tę funkcję do dnia 10 marca 1971, kiedy zmarł. W związku z tym wikariuszem kapitulnym diecezji został bp Lech Kaczmarek. W dniach 28–29 maja 1966 odbyły się obchody Tysiąclecia Chrześcijaństwa w Gdańsku z udziałem prymasa Stefana Wyszyńskiego i przedstawicieli Episkopatu.
2 grudnia 1971 bp Lech Kaczmarek został ordynariuszem diecezji gdańskiej. 12 czerwca 1972 bp Kazimierz Kluz został sufraganem diecezji gdańskiej.
W dniu 28 czerwca 1972 papież Paweł VI wydał bullę Episcoporum Poloniae coetus reorganizującą administrację kościelną na Ziemiach Zachodnich. Do tej pory diecezja gdańska należała do metropolii gnieźnieńskiej.
W roku 1972 powstało Gdańskie Towarzystwo Teologiczne. W tym roku ukazał się również pierwszy numer periodyku naukowego „Studia Gdańskie”.
W dniach 25 września–20 grudnia 1973 odbyły się obrady II Synodu Diecezji Gdańskiej. W roku 1975 obchodzono uroczystości Pięćdziesięciolecia Diecezji Gdańskiej.
W 1980, podczas wydarzeń sierpniowych kapłani gdańscy aktywnie zaangażowali się w pomoc duszpasterską w zakładach pracy Trójmiasta.
3 listopada 1976 bp Lech Kaczmarek otworzył Biskupi Sąd Duchowny Diecezji Gdańskiej a 17 września 1978 erygował Gdańską Kapitułę Katedralną przy katedrze Trójcy Przenajświętszej w Oliwie. 5 grudnia 1982 zmarł bp Kazimierz Kluza. W dniu 23 marca 1983 bp Tadeusz Gocłowski został sufraganem diecezji gdańskiej. Pełnił on tę funkcję do 31 grudnia 1984 roku.
27 listopada 1983 ukazał się pierwszy numer Gdańskiego Dwutygodnika Katolickiego „Gwiazda Morza”. 23 lutego 1984 powstał Gdański Instytut Pastoralny.
31 lipca 1984 zmarł bp Lech Kaczmarek, a administratorem diecezji został bp Tadeusz Gocłowski. 31 grudnia 1984 bp Tadeusz Gocłowski został ordynariuszem diecezji gdańskiej.
W dniach 11–12 czerwca 1987 papież Jan Paweł II odwiedził diecezję gdańską. Podczas wizyty spotkał się z Lechem Wałęsą w Oliwie, z chorymi w bazylice Mariackiej i z młodzieżą na Westerplatte oraz odprawił mszę świętą dla ludzi pracy na gdańskiej Zaspie. Podczas tej mszy koronował on Cudowny Obraz Matki Boskiej Trąbkowskiej.

### Czasy współczesne
25 marca 1992 Jan Paweł II wydał bullę Totus Tuus Poloniae populus reorganizującą administrację kościelną w Polsce. Zgodnie z tą bullą diecezję gdańską podniesiono do rangi archidiecezji i utworzono metropolię gdańską – łącząc dotychczasową diecezję gdańską i nowo powstałe diecezje: pelplińską i toruńską. Pierwszym arcybiskupem metropolitą został dotychczasowy ordynariusz gdański – Tadeusz Gocłowski CM. Archidiecezja gdańska utraciła na rzecz diecezji elbląskiej, dekanaty żuławskie: nadmorski, nowodworski, nowostawski i malborski. Do archidiecezji natomiast przyłączono 7 dekanatów z diecezji chełmińskiej: Gdynia I i II, Puck, Wejherowo I i II, Żarnowiec i Żukowo.
W dniach 5–6 czerwca 1999 papież Jan Paweł II odwiedził archidiecezję i metropolię gdańską, podczas swojej VII pielgrzymki do Polski. Odprawił on mszę na sopockim Hipodromie, podczas której koronował cudowny obraz Matki Boskiej Wejherowskiej, papieskimi koronami.
20 kwietnia 2000 papież Jan Paweł II mianował ks. dr Józefa Szamockiego, biskupem pomocniczym diecezji toruńskiej ze stolicą tytularną Clypia. Święcenia biskupie otrzymał 27 maja 2000 w bazylice katedralnej w Toruniu. Udzielił mu ich Andrzej Suski, biskup diecezjalny toruński, w asyście Tadeusza Gocłowskiego, arcybiskupa metropolity gdańskiego i Henryka Muszyńskiego, arcybiskupa metropolity gnieźnieńskiego.
24 stycznia 2005 papież Jan Paweł II przyjął rezygnację gdańskiego biskupa pomocniczego Zygmunta Pawłowicza i mianował ks. prałata dr Ryszarda Kasynę, biskupem pomocniczym archidiecezji gdańskiej ze stolicą tytularną Dices. Święcenia biskupie otrzymał 2 kwietnia 2005 w bazylice Mariackiej w Gdańsku. Głównym konsekratorem był arcybiskup Józef Kowalczyk, nuncjusz apostolski w Polsce, natomiast współkonsekratorami Tadeusz Gocłowski, arcybiskup metropolita gdański i Piotr Libera, biskup pomocniczy katowicki.
W 2007 roku Gdańskie Seminarium Duchowne obchodziło swój jubileusz 50-lecia istnienia (27 października).
17 kwietnia 2008 obchodzona była 25. rocznica sakry biskupiej arcybiskupa Tadeusza Gocłowskiego. Tego dnia papież Benedykt XVI przyjął rezygnację abpa Gocłowskiego z urzędu i mianował dotychczasowego biskupa warszawsko-praskiego – arcybiskupa Sławoja Leszka Głódzia, nowym metropolitą gdańskim. Ingres do archikatedry Trójcy Świętej w Gdańsku-Oliwie, w trakcie którego kanonicznie objął urząd, odbył 26 kwietnia 2008, natomiast 29 czerwca na placu św. Piotra w Rzymie odebrał od papieża paliusz.
W dniu 18 marca 2010 zmarł biskup Zygmunt Pawłowicz – biskup pomocniczy gdański w latach 1985–2005. 23 marca 2010 został pochowany w krypcie biskupów gdańskich w bazylice archikatedralnej w Gdańsku-Oliwie.
27 października 2012 papież Benedykt XVI przeniósł dotychczasowego biskupa pomocniczego archidiecezji gdańskiej Ryszarda Kasynę na urząd biskupa pelplińskiego.
22 lutego 2013 papież Benedykt XVI mianował ks. prał. dr Mirosława Adamczyka, nuncjuszem apostolskim w Liberii oraz arcybiskupem tytularnym Otriculum. Święcenia biskupie otrzymał 27 kwietnia 2013 w bazylice archikatedralnej Trójcy Świętej w Oliwie. Głównym konsekratorem był kardynał Kazimierz Nycz, arcybiskup metropolita warszawski, a współkonsekratorami Sławoj Leszek Głódź, arcybiskup metropolita gdański i arcybiskup Savio Hon Tai-Fai, sekretarz Kongregacji ds. Ewangelizacji Narodów.
21 grudnia 2013 papież Franciszek mianował ks. dr Wiesława Szlachetkę – proboszcza parafii św. Polikarpa w Gdańsku Osowej, biskupem pomocniczym archidiecezji gdańskiej ze stolicą tytularną Vageata. Święcenia biskupie otrzymał 4 stycznia 2014 w archikatedrze oliwskiej. Udzielił mu ich arcybiskup Celestino Migliore, nuncjusz apostolski w Polsce, w asyście Sławoja Leszka Głódzia, arcybiskupa metropolity gdańskiego i abpa Henryka Muszyńskiego, prymasa seniora.
26 września 2015 papież Franciszek mianował ks. prał. dr Zbigniewa Zielińskiego – proboszcza bazyliki Mariackiej w Gdańsku, biskupem pomocniczym archidiecezji gdańskiej ze stolicą tytularną Medeli. Święcenia biskupie otrzymał 24 października 2015 w bazylice archikatedralnej w Oliwie. Głównym konsekratorem był Sławoj Leszek Głódź, arcybiskup metropolita gdański, a współkonsekratorami abp Celestino Migliore, nuncjusz apostolski w Polsce i abp Tadeusz Gocłowski, emerytowany metropolita gdański.
W dniu 3 maja 2016 w uroczystość Najświętszej Maryi Panny Królowej Polski, w Uniwersyteckim Centrum Klinicznym w Gdańsku, zmarł arcybiskup Tadeusz Gocłowski CM – biskup diecezjalny gdański w latach 1984–2008 (od 1992 pierwszy arcybiskup metropolita gdański). 6 maja 2016 został pochowany w krypcie biskupów gdańskich w bazylice archikatedralnej w Gdańsku-Oliwie.
21 listopada 2018 papież Franciszek podniósł kolegiatę NMP Królowej Polski w Gdyni do godności bazyliki mniejszej, nadając tytuł Bazyliki Morskiej.
Uroczystość nadania i publicznego ogłoszenia tej decyzji odbyła się 4 maja 2019. Uroczystościom przewodniczył abp Salvatore Pennacchio, nuncjusz apostolski w Polsce.
Dnia 1 grudnia 2018 abp Sławoj Leszek Głódź – metropolita gdański, dekretem biskupim ustanowił rok 2019: Archidiecezjalnym Rokiem Jubileuszowym Błogosławionych Męczenników okresu II Wojny Światowej – w 20. rocznicę beatyfikacji męczenników oraz w 80. rocznicę wybuchu II wojny światowej.
13 sierpnia 2020 abp Sławoj Leszek Głódź obchodził 75. rocznicę urodzin i tym samym papież Franciszek przyjął jego rezygnację z urzędu arcybiskupa metropolity gdańskiego, jednocześnie mianował biskupa elbląskiego Jacka Jezierskiego, administratorem apostolskim sede vacante archidiecezji gdańskiej.
Dnia 2 marca 2021 nuncjatura apostolska w Polsce ogłosiła, że papież Franciszek przeniósł dotychczasowego arcybiskupa metropolitę białostockiego – Tadeusza Wojdę SAC, na urząd arcybiskupa metropolity gdańskiego. 25 marca w uroczystość Zwiastowania Pańskiego i w 29. rocznicę ustanowienia archidiecezji i metropolii gdańskiej, kanonicznie objął archidiecezję, natomiast ingres do bazyliki archikatedralnej Trójcy Świętej w Gdańsku-Oliwie odbył 28 marca 2021. 29 czerwca w bazylice św. Piotra na Watykanie odebrał od papieża paliusz metropolitalny, który uroczyście został mu nałożony 26 września 2021 w archikatedrze oliwskiej przez abpa Salvatorego Pennacchia, nuncjusza apostolskiego w Polsce.
29 marca 2021 nuncjatura apostolska opublikowała komunikat Stolicy Apostolskiej (w oparciu o motu proprio Vos estis lux mundi) w sprawie seniora gdańskiego, abpa Sławoja Leszka Głódzia:
| - Nakaz zamieszkania poza archidiecezją gdańską; - Zakaz uczestniczenia w jakichkolwiek publicznych celebracjach religijnych lub spotkaniach świeckich na terenie archidiecezji gdańskiej; - Nakaz wpłaty z osobistych funduszy odpowiedniej sumy na rzecz „Fundacji św. Józefa”, z przeznaczeniem na działalność prewencyjną i pomoc ofiarom nadużyć. |

10 marca 2022 papież Franciszek przeniósł dotychczasowego biskupa pomocniczego archidiecezji gdańskiej Zbigniewa Zielińskiego na urząd biskupa koadiutora diecezji koszalińsko-kołobrzeskiej, zaś 6 lipca 2022 mianował ks. kan. dr Piotra Przyborka, dyrektora wydziału duszpasterskiego kurii metropolitalnej nowym biskupem pomocniczym archidiecezji gdańskiej ze stolicą tytularną Musti in Numidia
7 października 2023 został ustanowiony dekretem metropolity gdańskiego, nowy herb Archidiecezji Gdańskiej.
Dnia 14 marca 2024 Tadeusz Wojda SAC – arcybiskup metropolita gdański, został wybrany przewodniczącym Konferencji Episkopatu Polski.

## Biskupi

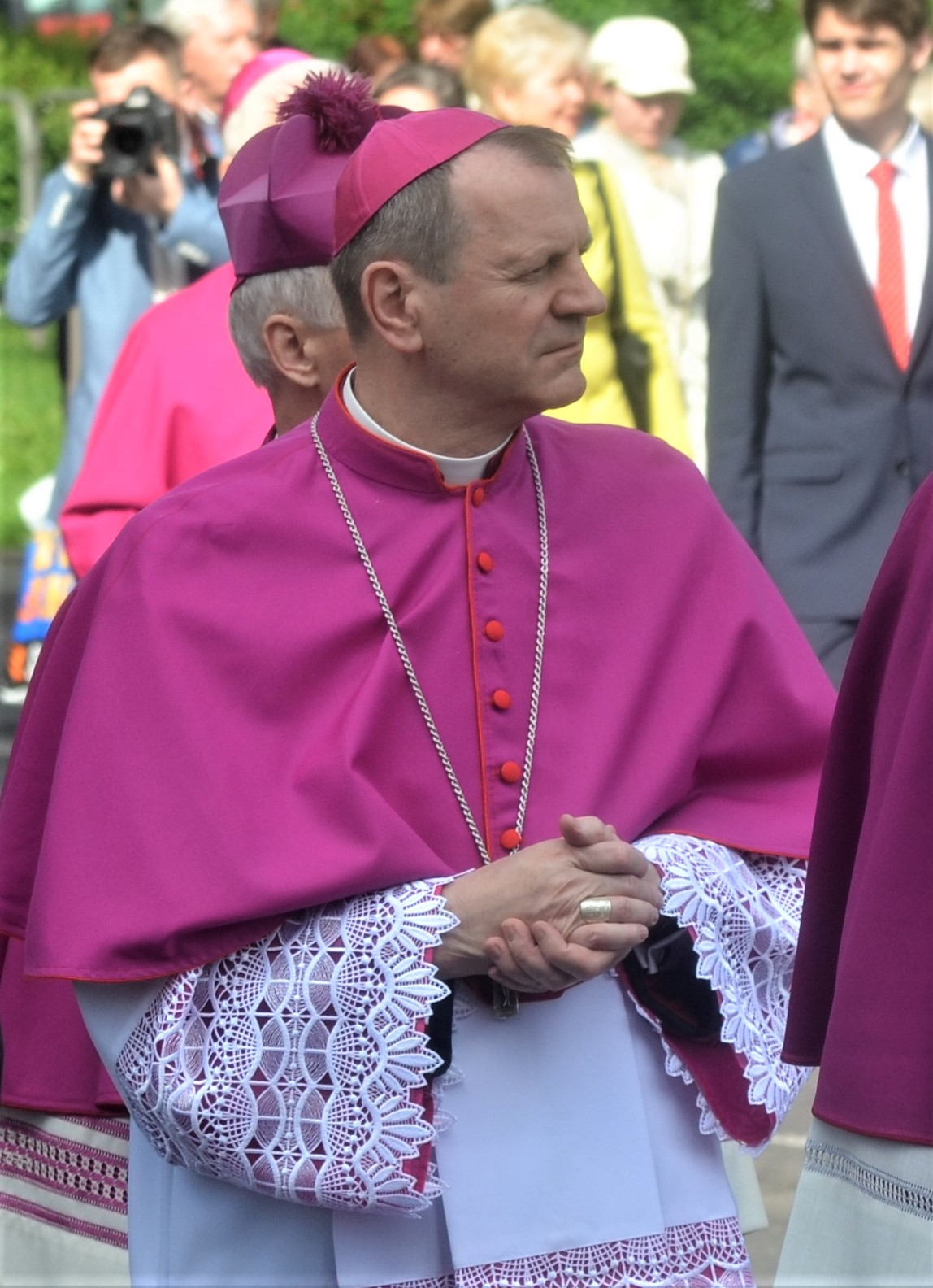
Tadeusz Wojda SAC – metropolita

### Biskup diecezjalny
- abp Tadeusz Wojda SAC – metropolita gdański od 2021, przewodniczący Konferencji Episkopatu Polski od 2024

### Biskupi pomocniczy
- bp Wiesław Szlachetka – (wikariusz generalny) od 2014
- bp Piotr Przyborek – (wikariusz generalny) od 2022

### Biskup senior
- abp Sławoj Leszek Głódź – metropolita gdański w latach 2008–2020, senior od 2020 (od 2021 z nakazem Stolicy Apostolskiej zamieszkania poza terenem archidiecezji)

## Instytucje

### KuriaMetropolitalnaw GdańskuOliwie[61][62]
- Kanclerz – ks. kan. mgr lic. Rafał Dettlaff[63]
- Ekonom – ks. kan. mgr Piotr Brzozowski[64]
- Notariusz – ks. kan. mgr lic. Łukasz Osiński[65]
- Wikariusz generalny – bp Wiesław Szlachetka
- Wikariusz generalny – bp Piotr Przyborek
- Wikariusz biskupi ds. nadzwyczajnych – ks. infułat dr Stanisław Zięba[66]
- Wikariusz biskupi ds. kapłanów – ks. prał. prof. Akademii Muzycznej dr hab. Jacek Bramorski[67]
- Wikariusz biskupi ds. życia konsekrowanego – o. Piotr Matuszak OFMConv.[68]
- Jałmużnik biskupi – ks. mgr Damian Trzebiatowski[69]
- Delegat ds. Ochrony Dzieci i Młodzieży – ks. kan. dr Mirosław Piskozub[70]
- Dyrektor wydziału ds. komunikacji – ks. mgr Wojciech Kujaszewski[71]
- Rzecznik ds. kontaktu z mediami – ks. kan. dr Maciej Kwiecień[72]

### TrybunałMetropolitalny w Gdańsku Oliwie[73]
- Wikariusz sądowy (Oficjał Sądu Biskupiego) – ks. kan. dr Jerzy Więcek[74]
- Pomocniczy wikariusz sądowy (Wiceoficjał) – ks. kan. mgr lic. Piotr Zygmunt[75]

### Gdańskie Seminarium Duchownew Gdańsku Oliwie[76]
- Rektor – ks. kan. dr Krzysztof Szerszeń[77]
- Prorektor – ks. mgr Piotr Belecki[78]
- Prorektor okresu propedeutycznego – ks. kan. mgr Robert Zieliński[79]

### Muzeum[80]iArchiwum[81]Archidiecezjalne w Gdańsku Oliwie
- Dyrektor archiwum – ks. kan. dr Leszek Jażdżewski[82]

### CaritasArchidiecezjalne wSopocie[83]
- Dyrektor – ks. mgr lic. Andrzej Wiecki[84]
- Wicedyrektor – ks. mgr Piotr Weigelt[85]

### DomHospicyjnyCaritas im. św. Józefa w Sopocie[87]
- Dyrektor – ks. mgr Piotr Weigelt[85]

### DomyRekolekcyjneArchidiecezji[88]
- Dom Rekolekcyjny Archidiecezji Gdańskiej im. św. Wojciecha w Straszynie[89]:
  - Dyrektor – ks. dr Adam Jeszka[90]
- Dom Pojednania i Spotkań im. św. Maksymiliana Kolbego w Gdańsku[91]:
  - Dyrektor – o. Piotr Pliszka OFMConv[92].
- Ignacjańskie Centrum Formacji Duchowej w Gdyni[93]:
  - Dyrektor – o. Robert Bujak SJ[94]
- Archidiecezjalny Duszpasterski Ośrodek Dzieci i Młodzieży „Orlinki” w Gdańsku Świbnie
- Ośrodek rehabilitacyjno-wypoczynkowy sióstr służebnic Krzyża (Towarzystwo Opieki nad Ociemniałymi) w Gdańsku Sobieszewie[95]
- Dom Oazowy w Kamienicy Królewskiej
- Dom rekolekcyjny misjonarzy Krwi Chrystusa w Swarzewie
- Ośrodek rekolekcyjno-wczasowy zmartwychwstańców w Dębkach[96]
  - Dyrektor – ks. Piotr Strzelczyk CR[97]
- Ośrodek kolonijny „Tyberiada” w Nadolu
- Dom Misyjny Dzieła Pomocy Ad gentes w Jastrzębiej Górze[98]

## Kapituły
- Kapituła Archikatedralna Gdańska (erygowana 17.09.1978) przy bazylice archikatedralnej pw. Trójcy Świętej w Gdańsku Oliwie;
- Kapituła Wejherowska (erygowana 14.09.1995) przy parafii kolegiackiej pw. Świętej Trójcy w Wejherowie;
- Kapituła Gdańska (erygowana 22.06.2001) przy parafii kolegiackiej pw. Najświętszego Serca Jezusowego w Gdańsku Wrzeszczu;
- Kapituła Gdyńska (erygowana 26.06.2001) przy bazylice Morskiej pw. Najświętszej Maryi Panny Królowej Polski w Gdyni;
- Kapituła Staroszkocka (erygowana 21 kwietnia 2011) przy parafii kolegiackiej pw. św. Ignacego z Loyoli w Gdańsku Oruni.

## Główne świątynie
- Bazylika archikatedralna Trójcy Świętej w Gdańsku-Oliwie (rocznica poświęcenia: 14 sierpnia)
- Bazylika konkatedralna Wniebowzięcia Najświętszej Maryi Panny w Gdańsku – bazylika Mariacka (rocznica poświęcenia: 17 listopada)

## Bazyliki mniejsze
- Bazylika św. Mikołaja w Gdańsku (od 1929);
- Bazylika konkatedralna pw. Wniebowzięcia Najświętszej Maryi Panny w Gdańsku – bazylika Mariacka (od 1965);
- Bazylika archikatedralna pw. Trójcy Świętej w Gdańsku-Oliwie (od 1976);
- Bazylika św. Brygidy w Gdańsku (od 1991);
- Bazylika Morska pw. Najświętszej Maryi Panny Królowej Polski w Gdyni (od 2019).

## Sanktuaria
- Matki Bożej Oliwskiej w Gdańsku Oliwie[99];
- Pięknej Madonny Gdańska w Gdańsku[100];
- Matki Bożej Brzemiennej w Gdańsku Matemblewie;
- Matki Bożej Uzdrowienia Chorych na Duszy i Ciele w Wejherowie;
- Matki Bożej Królowej Polskiego Morza w Swarzewie;
- Matki Boskiej Trąbkowskiej w Trąbkach Wielkich;
- Matki Boskiej Łęgowskiej – Królowej Polski, Orędowniczki Pojednania w Łęgowie;
- Matki Boskiej Saletyńskiej „Płaczącej” w Gdańsku-Sobieszewie;
- Matki Boskiej Fatimskiej w Gdańsku-Żabiance;
- Miłosierdzia Bożego w Gdańsku;
- Matki Bożej Patronki Ludzi Pracy w Gdańsku;
- Matki Bożej Łaskawej w Gdańsku;
- Matki Bożej Ostrobramskiej w Gdańsku-Wrzeszczu;
- Matki Bożej Królowej Matki Nadziei i św. Maksymiliana w Gdyni Wzgórzu św. Maksymiliana;
- Najświętszej Maryi Panny Wspomożycielki Wiernych w Rumi;
- Matki Boskiej Licheńskiej Bolesnej Królowej Polski w Gdyni Babich Dołach;
- Miłosierdzia Bożego w Gdyni;
- Św. Wojciecha w Gdańsku-Świętym Wojciechu;
- Milenijne Sanktuarium Chrzciciela Gdańska (św. Wojciecha) w Gdańsku-Świbnie;
- Bł. męczennicy Alicji Kotowskiej CR i Towarzyszy w Wejherowie[101];
- Ofiar Nieludzkich Systemów w Gdańsku[102];
- Św. Jana Pawła II w Gdańsku-Zaspie[103].

## Kalwaria Wejherowska
Kalwaria Wejherowska była czwartą kalwarią po Zebrzydowskiej, Pakoskiej i Żmudzińskiej. Powstała w czasach Rzeczypospolitej szlacheckiej.
Inicjatorem jej utworzenia i głównym fundatorem był wojewoda malborski Jakub Weiher. Starania o zgodę władz kościelnych Weiher wszczął prawdopodobnie równocześnie z lokowaniem Wejherowskiej Woli – późniejszego Wejherowa. Jeden z cystersów oliwskich, o. Robert z Werden, wyliczył odległości pomiędzy stacjami przyszłej kalwarii opierając się na faktycznych pomiarach Drogi Chrystusa w Jerozolimie i oznaczył krzyżami w terenie, lokalizację przyszłych kaplic.
Biskup włocławski i pomorski Mikołaj Wojciech Gniewosz zezwolił na budowę kalwarii 9 czerwca 1649. Od razu przystąpiono do wznoszenia kaplic. Ich fundatorami byli nie tylko Jakub Wejher i członkowie jego rodziny, ale też współpracownicy i przyjaciele wojewody. Kościół szybko docenił znaczenie Kalwarii Wejherowskiej znajdującej się na terenie silnych wpływów reformacji.
Dlatego już w 1661 na prośbę Wejhera papież Aleksander VII wydał bullę przyznającą na dziesięć lat odpust zupełny pątnikom odwiedzającym kalwarię. Ponieważ liczba pielgrzymów wciąż rosła, przywilej papieski był kilkukrotnie odnawiany, aż w 1717 Święta Kongregacja Odpustów i Relikwii zdecydowała przyznać Wejherowu odpust zupełny na wieczność.

## Kolegiaty
- Kolegiata Wejherowska pw. Świętej Trójcy w Wejherowie (od 1995);
- Kolegiata Gdańska pw. Najświętszego Serca Jezusowego w Gdańsku-Wrzeszczu (od 2001);
- Kolegiata Staroszkocka pw. św. Ignacego z Loyoli w Gdańsku-Starych Szkotach (od 2011).

## Dekanaty

### Rozwój sieci dekanalnej
W 1925 w chwili erekcji diecezji były tylko dwa dekanaty:
- Gdański – obejmujący parafie z diecezji chełmińskiej,
- Nowostawski – obejmujący parafie z diecezji warmińskiej.

23 sierpnia 1931 bp Edward O’Rourke dokonał nowego podziału diecezji na 5 dekanatów:
- Gdański I (Dolne Miasto, Główne Miasto, Orunia, Emaus)
- Gdański II (Oliwa, Wrzeszcz, Brętowo, Nowy Port, Brzeźno, Sopot)
- Gdańsk – wieś (Danzig-Land) (Pruszcz Gdański – Praust)
- Nowostawski (Neuteich)
- Nowodworski (Tiegenhof).

1 października 1966 bp Edmund Nowicki ustanowił nowy dekanat Gdański II, obejmujący parafie Wrzeszcza, Brętowa, Letnicy, Brzeźna i Nowego Portu. Z dekanatu wyłączono Oliwę i Sopot, tworzące od tej pory dekanat Gdański III.
1 lutego 1979 bp Lech Kaczmarek ustanowił dekanat Wyżyny Gdańskie z siedzibą urzędu dziekańskiego w Trąbkach Wielkich.
3 sierpnia 1986 w związku z rozwojem sieci parafialnej bp Tadeusz Gocłowski CM dokonał nowego podziału diecezji na 11 dekanatów:
- Gdańsk Śródmieście (Gdańsk I)
- Gdańsk Dolne Miasto (Gdańsk II)
- Gdańsk Południe (Gdańsk III)
- Gdańsk Wrzeszcz (Gdańsk IV)
- Gdańsk Oliwa (Gdańsk V)
- Sopot (VI)
- Nadmorski (Stegna) (VII)
- Nowodworski (VIII)
- Nowostawski (IX)
- Pruszczański (X)
- Wyżyny Gdańskiej (Trąbki Wielkie) (XI)

W 1990 roku bp Gocłowski z części dekanatu Pruszcz Gdański utworzył dekanat Żuławy Steblewskie.
W dniu 3 maja 2006 na mocy kurendy nr 34/2006 wydanej 25 kwietnia abp Tadeusz Gocłowski CM – metropolita gdański, dokonał dwóch podziałów. Pierwszy to podział dekanatu Gdańsk Południe na dwa odrębne: Gdańsk Łostowice oraz Gdańsk Siedlce, a drugi to podział dekanatu Wyżyny Gdańskie na: Kolbudy oraz Trąbki Wielkie.

### Obecne dekanaty Archidiecezji Gdańskiej
Obecnie w skład archidiecezji wchodzą 24 dekanaty.
| Numer | Dekanat             | Dziekan                                | Wicedziekan                                 |
| ----- | ------------------- | -------------------------------------- | ------------------------------------------- |
| I     | Gdańsk Śródmieście  | ks. kanonik mgr Ludwik Kowalski        | ks. mgr Piotr Dobek                         |
| II    | Gdańsk Dolne Miasto | ks. kanonik mgr Stanisław Linda        | ks. kanonik mgr Rajmund Lamentowicz         |
| III   | Gdańsk Łostowice    | ks. kanonik Wiesław Srogosz            | ks. prałat dr Łukasz Idem                   |
| IV    | Gdańsk Siedlce      | ks. kanonik mgr Andrzej Bemowski       | ks. kanonik mgr inż. arch. Adam Kołkiewicz  |
| V     | Gdańsk Wrzeszcz     | ks. kanonik mgr Jan Świstowicz         | ks. kanonik mgr Marek Dynia                 |
| VI    | Gdańsk Oliwa        | ks. kanonik mgr Wojciech Tokarz        | ks. kanonik mgr Andrzej Pradela             |
| VII   | Gdańsk Przymorze    | ks. kanonik mgr Grzegorz Stolczyk      | ks. kanonik mgr lic. Krzysztof Lis          |
| VIII  | Gdynia Śródmieście  | ks. kanonik mgr Marek Brudzisz         | ks. prałat prof. AM dr hab. Jacek Bramorski |
| IX    | Gdynia Orłowo       | ks. kanonik dr Tomasz Biedrzycki       | ks. kanonik mgr Bogumił Nowakowski          |
| X     | Gdynia Chylonia     | ks. mgr Marcin Mianowski               | wakat                                       |
| XI    | Gdynia Oksywie      | ks. prałat dr Sławomir Decowski        | ks. prałat mgr lic. Stefan Pasternak        |
| XII   | Kielno              | ks. kanonik mgr Piotr Gruba            | ks. mgr Piotr Maciołek                      |
| XIII  | Kolbudy             | ks. kanonik mgr lic. Czesław Hybel     | ks. mgr Rafał Wirkus                        |
| XIV   | Morski              | ks. mgr Adam Pleskot                   | ks. mgr lic. Sławomir Skoblik               |
| XV    | Luzino              | ks. kanonik mgr lic. Jarosław Hinc     | ks. mgr Wojciech Szornak                    |
| XVI   | Pruszcz Gdański     | ks. kanonik mgr Krzysztof Sroka        | ks. kanonik mgr Rafał Hallmann              |
| XVII  | Puck                | ks. kanonik mgr Adam Zdrojewski        | ks. prałat mgr Jerzy Kunca                  |
| XVIII | Reda                | ks. kanonik mgr Janusz Mathea          | ks. kanonik dr Fabian Tokarski              |
| XIX   | Sopot               | ks. dr Mirosław Gawron                 | ks. kanonik dr Maciej Kwiecień              |
| XX    | Trąbki Wielkie      | ks. kanonik mgr lic. Bolesław Antoniów | ks. mgr Jarosław Brylowski                  |
| XXI   | Wejherowo           | ks. infułat Daniel Nowak               | ks. kanonik mgr Andrzej Leszczyński         |
| XXII  | Żarnowiec           | ks. kanonik Zygmunt Jankowski          | ks. mgr Arkadiusz Warszyński                |
| XXIII | Żukowo              | ks. kanonik Czesław Las                | ks. mgr Grzegorz Rutana                     |
| XXIV  | Żuławy Steblewskie  | ks. dr Czesław Sołtys                  | ks. kanonik Piotr Radzik                    |

## Patron
- Święty Wojciech – biskup i męczennik (23 IV)

## Gdańscy Błogosławieni

### Męczennicyz okresu II wojny światowej
Wśród 108 męczenników z okresu II wojny światowej, związanych z ziemią pomorską i Kociewiem oraz archidiecezją gdańską, są:
- bł. Alicja Kotowska – zakonnica, zmartwychwstanka, przełożona Zgromadzenia Sióstr Zmartwychwstanek w Wejherowie w latach 1934–1939;
- bł. Bronisław Komorowski – prezbiter, działacz i polityk polskiego ruchu narodowego w Gdańsku oraz kapelan harcerski Wolnego Miasta Gdańsk;
- bł. Franciszek Rogaczewski – prezbiter, działacz polski w Wolnym Mieście Gdańsku;
- bł. Marian Górecki – prezbiter, kapelan harcerski Wolnego Miasta Gdańsk;
- bł. kmdr ppor. Władysław Miegoń – starszy kapelan Wojska Polskiego, kapelan Floty i administrator parafii pw. Matki Bożej Częstochowskiej w Gdyni-Oksywiu, uczestnik wojny polsko–bolszewickiej i kampanii wrześniowej, kawaler Orderu Virtuti Militari, patron Wojska Polskiego.

## Herb archidiecezji
Herb przedstawia dwudzielną tarczę z głowicą o sfalowanej dolnej krawędzi. W niebieskiej głowicy widnieje złota gwiazda – symbol Najświętszej Maryi Panny tytułowanej „Gwiazdą Morza'” oraz „Gwiazdą Nowej Ewangelizacji”. Niebieskie pole o sfalowanej krawędzi nawiązuje do geograficznego położenia archidiecezji nad brzegiem Bałtyku. W polu prawym – czerwonym, znajdują się skrzyżowane: złota włócznia i wiosło – atrybuty św. Wojciecha, patrona archidiecezji. W polu lewym – złotym, widnieje czarny gryf – symbol ziemi pomorskiej, na terenie której leży archidiecezja.
Za tarczą, ukośnie ustawione są złote emblematy: podwójny krzyż metropolitalny oraz pastorał z krzywaśnią nawiązującą kształtem do XVII-wiecznego pastorału opatów cysterskich. Nad górną krawędzią tarczy jest umiejscowiona srebrna infuła ze złotymi zdobieniami, poniżej zaś tarczy: paliusz, insygnia władzy arcybiskupiej. Na samym dole widnieje wstęga z napisem: „Archidiecezja Gdańska” lub „Archidioecesis Gedanensis”.